# William Rose Benét
Pour les articles homonymes, voir Benet (homonymie).
William Rose Benét, né le 2 février 1886 à Fort Hamilton  dans le quartier de Brooklyn dans l'État de New York, et mort le 4 mai 1950 à New York, est un poète, romancier, nouvelliste, journaliste, critique littéraire, essayiste, anthologiste, éditeur, directeur de publication américain. Il fonde la Saturday Review of Literature et dirige la seconde édition de la Benet's Reader's Encyclopedia (en). Il participé également à la fondation de l'Academy of American Poets dont il est nommé l'un des premiers chanceliers de 1946 à 1950.

## Biographie

### Jeunesse et formation
William Rose Benét naît dans une famille de militaires et de lettrés, venue s'installer aux États-Unis au XVIIIe siècle,.
Son grand-père, le général Stephen Vincent Benét (1825-1895), diplômé de West Point, est un auteur de traités militaires et un ancien combattant de la guerre de Sécession.
William est le fils de Frances Neill Rose Benét et de James Walker Benét, officier de carrière de l'armée de terre. Il a un frère cadet Stephen Vincent, et une sœur aînée Laura. La fratrie est influencée par l'amour de leur père pour la littérature de qualité, en particulier la poésie : les deux frères embrasseront une carrière littéraire,.
Son père sera longtemps en garnison à Bethlehem, dans l'État de Pennsylvanie : c'est là que grandira William.
Dans un premier temps, William Rose Benét veut embrasser la carrière militaire et ainsi entre à l’Albany Academy (en) à New York, où il commencé à écrire.
Préférant une carrière littéraire, il quitte l'Albany Academy  en 1904 pour entrer à la Sheffield Scientific School (Yale University) (en), où il devient rédacteur en chef de The Yale Record (en) le magazine d'humour de l'institution. Il sort avec son Bachelor of Arts (Licence) en 1907,,,.

### Carrière littéraire
En 1911, William Rose Benét intègre le comité de rédaction du Century Magazine, dont il devient le rédacteur en chef adjoint en 1914 il y reste jusqu'en 1918, pour intégrer l'United States Army Signal Corps en tant que volontaire,.
Une fois démobilisé William Rose Benét entre au comité de rédaction du New-York Evening Post devenu le New York Post où il rencontre Henry Seidel Canby (en), Amy Loveman (en) et Christopher Morley avec qui il fonde la Saturday Review (magazine américain) (en)  dont il sera un administrateur et un rédacteur jusqu'à sa mort,.

### Vie privée
En 1912, William épouse Teresa France Thomson, ils ont trois enfants (James Walker Benét, Frances Rosemary Benét, et Kathleen Anne Benét). Teresa meurt en 1919, en 1923, il se marie avec Elinor Wylie, une poète et romancière, après son décès en 1928, il épouse Lora Baxter en 1932, dont il divorce en 1937, en dernières noces il se marie avec Marjorie Flack en 1941.

## Archives
Les manuscrits de William Rose Benét sont déposés à la bibliothèque de l'université Cornell à New York.

## Œuvres
Quand une œuvre est suivie d'un identifiant ISBN, cela signifie qu'elle a fait l'objet de rééditions récentes sous forme de fac-similé ou non, l'identifiant est celui, en principe, de la réédition la plus récente, sans préjuger d'autres rééditions antérieures ou ultérieures. La lecture accessible en ligne est, tant que se faire se peut, la lecture de l'édition originale.

### Recueils de poésie
- The Falconer Of God, New Haven, Yale University Press (1re éd. 1914), 145 p. (ISBN 9781163729953, OCLC 1738726, lire en ligne),
- Wild Goslings; a selection of fugitive pieces, George H. Doran company, 1927
- Golden Fleece; a collection of poems and ballads old and new, Dodd, Mead & Company, 1935
- With Wings As Eagles, Dodd, Mead & Company, 1940
- Dust Which Is God, Dodd Mead & Company, 1941
- Days of Deliverance, a book of poems in wartime, Knopf, 1944
- Timothy's Angels, Thomas Y. Crowell, 1947
- The Stairway of Surprise, Knopf, 1947
- Perpetual Light, Kessinger Publishing, 2010
- Merchants from Cathay, Forgotten Books, 2015
- Moons of Grandeur : 'Swayed in the moonlight, and one secret kiss, New York, George H. Doran Co., 1920, 181 p. (OCLC 563894640, lire en ligne),
- The Great White Wall: A Poem, Forgotten Books, 2015
- The Burglar of the Zodiac: And Other Poems, Forgotten Books, 2016

### Roman et nouvelles
- Flying king of Kurio; a story for children, George H. Doran company, 1926
- Rip tide, a novel in verse, Duffield & Green, 1932

### Essais
- Starry Harness, Duffield and Green, 1933
- Mother Goose : a Comprehensive Collection of the Rhymes, (illustrations de Roger Duvoisin), Heritage Press, 1943
- The Spirit of the Scene, Knopf, 1951
- The First Person Singular, Doran, 1971
- The Prose And Poetry Of Elinor Wylie, R. West, 1977
- Stephen Vincent Benét, Norwood Editions, 1977
- Dry Points, Studies in Black and White (coécrit avec Henry Martyn Hoyt), Palala Press, 2015
- Saturday Papers, Essays on Literature from the Literary Review; The First Volume of Selections from the Literary Review of the New York Evening Post (écrit en collaboration avec Henry Seidel Canby et Amy Loveman), Palala Press, 2016

### Anthologies
- Poems for Youth : An American Anthology, New York, E.P. Dutton (réimpr. 1969) (1re éd. 1925), 554 p. (OCLC 1150953429, lire en ligne),
- Great Poems of the English Language: An Anthology (coédité avec Wallace Alvin Briggs), Tudor Publishing, 1936
- Poems for Modern Youth, (coédité avec Adolph Gillis) Houghton Mifflin Co., 1938
- The Oxford Anthology of American literature, Oxford University Press, 1959
- The Prose and Poetry of Elinor Wylie, Folcroft Library, 1974
- Fifty Poets: An American Auto-Anthology, Roth Publishing Inc, 1979

### Éditions
- The Poetry of Freedom (édité en collaboration avec Norman Cousins), New York, Modern Library, 1945
- The Reader's Encyclopedia, A. & C. Black (2e édition), 1965
- Benét's Reader's Encyclopedia, Collins Reference (4° édition), 1996,

## Prix et distinctions
1942 : lauréat du prix Pulitzer de poésie pour The Dust Which Is God